# Quella sporca ultima notte
Quella sporca ultima notte (Capone) è un film del 1975 diretto da Steve Carver con protagonisti Ben Gazzara e Sylvester Stallone.
Il film tratta le vicende di Al Capone, dall'inizio della sua ascesa fino alla fine del suo impero.

## Trama
Il giovane Al inizia la sua ascesa nella malavita all'età di undici anni, fino a divenire un membro della Five Points Gang, banda capeggiata dall'amico Torrio. Qui Al comincia ad aspirare ad affari sempre più grandi. Dopo essersi trasferito a Chicago, commissiona l'omicidio dello zio di Torrio, divenendo uno dei gangster più potenti della città.
Ottiene così il controllo della prostituzione e del racket dell'intera Chicago.
Qua cominciano i primi problemi (tra cui la sifilide contratta da una delle sue prostitute), fino all'inizio del decadimento del suo impero.

## Riprese
Le riprese del film durarono quattro settimane.